# Juan Alberto Schiaffino
Juan Alberto Schiaffino Villano (Montevideo, 28 de julio de 1925-Montevideo, 13 de noviembre de 2002), conocido popularmente como Pepe Schiaffino, fue un futbolista uruguayo que jugó como mediocampista. Reconocido por la IFFHS como el  mejor futbolista uruguayo de la historia, es considerado uno de los mejores futbolistas del siglo XX también por esa institución.
Fue el conductor de la selección uruguaya que ganó la Copa Mundial de 1950 y ocupó el 4.º lugar en el Mundial de Suiza 1954. También formó parte de la selección italiana. Se destacó con gran éxito en los clubes Peñarol y A. C. Milan.
Schiaffino era un mediocampista ofensivo dotado de una técnica exquisita, habilidad y sobre todo una visión de juego e inteligencia táctica sin igual que lo hicieron famoso por sus pases cerebrales. Ocupa el 6.º lugar en la clasificación del mejor jugador sudamericano del siglo XX publicada por la IFFHS en el 2004.

## Trayectoria

### Inicios en Uruguay
Comenzó a jugar al fútbol en los potreros de Pocitos. Luego, pasó a las filas del Palermo, equipo de su barrio. Fue panadero y después trabajó en una fábrica de aluminio. Posteriormente, pasó al Olimpia y, tras un breve paso por Club Nacional de Football, su hermano Raúl lo llevó con él a Peñarol, cuando tenía dieciocho años de edad. Llegó a Pocitos para integrar la famosa Tercera en el 43. Ya en las inferiores de Peñarol. formó una legendaria y mítica formación que ha pasado a la historia manya: Dimitrio, Schappapietra y Binaghi; Armúa, C. M. Rodríguez y José Pepe Etchegoyen, Julio César Britos, Agnesse, Martiarena, Schiaffino y Villamide o Gontad Varela.
Debutó en primera en 1946 con Peñarol y en su primera temporada disputó veintitrés partidos y anotó trece goles. El Pepe, como se le conocía, vivió grandes momentos con Peñarol, conjunto con el que llegó a conquistar cinco campeonatos uruguayos. Schiaffino dio muestras sobradas de su enorme talento. Tenía un hermano dos años mayor —Raúl Schiaffino— que fue bautizado con el sobrenombre del Pequeño Maestro para diferenciarlo del que hasta aquel momento era el Gran Maestro del fútbol uruguayo, José Piendibene. Tanto en Peñarol como en la selección de Uruguay, los dos hermanos actuaron juntos en varias ocasiones en el ataque de esos equipos.
Se le considera el director del quinteto la Escuadrilla de la Muerte. En 1949 formó parte de la que está considerada como la mejor formación de la historia de Peñarol, que arrasó en el campeonato uruguayo: Pereira Natero, Vidal, Míguez, Ghiggia, Enrique Hugo, Juan Carlos González, Pepe Schiaffino, Obdulio Varela, Sixto Possamay, Washington Ortuño y Juan Eduardo Hohberg.

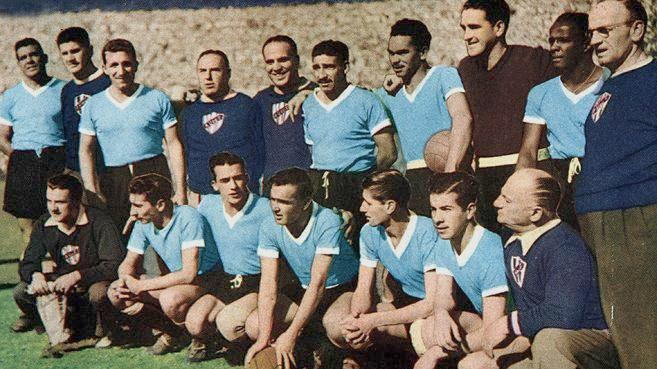
Selección uruguaya de 1950. Schiaffino esta quinto en la fila de abajo de izquierda a derecha.

Con la selección de Uruguay, debutó con veinte años, con la particularidad histórica de haberse colocado la celeste en el pecho siendo jugador de tercera división, sin siquiera haber actuado, ni debutado, en el primer equipo de Peñarol. Su debut en la Celeste se produjo el 29 de diciembre de 1945, ante Argentina. Ingresó junto con su hermano Raúl en el minuto 77 de juego. Once días después, Schiaffino se coronó campeón de la Copa Río Branco ante Brasil, también en el estadio Centenario. Después, debutó en Peñarol. 
Cuatro años después, ante el mismo Brasil, se coronó campeón del mundo en 1950. Pepe fue uno de los protagonistas de la final disputada ante Brasil el 16 de julio de 1950, en Maracaná, que tendría resultado favorable a la selección uruguaya, en lo que se conoce como el Maracanazo. Una final en la que Schiaffino, tras recibir un pase de Ghiggia en el minuto 67, marcó un golazo por la escuadra de Barbosa que le daba el empate y abría el camino de la conquista del campeonato a Uruguay. En dicho campeonato, el Pepe fue nombrado mejor jugador del Mundial. Estuvo también presente con Uruguay en el Mundial de Suiza de 1954, siendo una de las grandes figuras durante ese campeonato incluso en la semifinal que Uruguay perdería 4 a 2 en tiempo extra ante la Hungría de Puskás.

### Paso al Milan y éxitos
Fue tan brillante su despliegue técnico que, tras el Mundial de Suiza (1954), fue traspasado al A. C. Milan por cincuenta y un millones de liras, equivalentes a ciento tres mil euros y se convirtió en el fichaje más caro de la historia. Jugó el último partido en Peñarol el 25 de julio de 1954, en el estadio Centenario, ante el River Plate uruguayo. Ganó Peñarol por 6 a 1. Se fue por el túnel levantando su mano derecha a la tribuna que lo saludaba. Tres días después, cumplió veintinueve años. Schiaffino comenzó a jugar en la Serie A italiana en septiembre de 1954. En el Milan, marcó una época y adquirió la doble nacionalidad, ya que el Milan contaba con dos extranjeros, condición que le permitió jugar con la selección italiana. Llegó a Italia con veintinueve años y rindió a un gran nivel hasta los treinta y siete años. Su enorme calidad y su inteligencia le permitieron estar en la élite durante muchos años. Su capacidad para mover el balón era extraordinaria, Cesare Maldini (uno de sus compañeros en el Milan) dijo de él: «Tenía un radar en el lugar del cerebro». Su paso por el Milan se saldó con tres títulos de liga, una Copa Latina y un subcampeonato de la Copa de Europa en la que cayó en la final ante el Real Madrid, marcando un gol.
Las encuestas lo ubican como el mejor extranjero de la historia del Milan y uno de los mejores de la Serie A.

### Últimos años, paso a la Roma y retirada del fútbol
Las crónicas de la época y los datos de archivo de los que se disponen, dejan patente su condición de líder del conjunto rosonero. Su liderazgo llegó a tal punto que por contrato estaba autorizado a llevar a su esposa a la concentración y los viajes. Muchos comentan que Pepe fue uno de los que aconsejaron la compra de Gianni Rivera al Milan, poco antes de producirse su marcha. Permaneció en el Milan hasta 1960, cuando pasó a la A. S. Roma, donde también fue el alma del equipo. En Italia terminó actuando en la defensa como líbero y, se asegura, era impasable. Con el conjunto romano, conquistó la Copa de Ferias (más tarde se habría nombrado Copa de la UEFA) en 1961.
En 1962 cerró su carrera y regresó a Montevideo. Tras su retirada, emprendió negocios inmobiliarios y ejerció esporádicamente de entrenador. Pasó fugazmente por la selección uruguaya —dirigió a los celestes en la Copa América de 1975—, y luego varios meses en Peñarol, entre 1975 y 1976.

## Muerte
Falleció el 13 de noviembre de 2002, a los 77 años. El día de su fallecimiento, el Senado de la República le rindió homenaje. Varios legisladores se vieron sorprendidos por la noticia cuando el senador blanco, Jorge Larrañaga, pidió al cuerpo un alto en el orden del día, para exponer unas palabras de reconocimiento a su trayectoria.
Sus restos reposan en el Panteón de los Olímpicos del Cementerio del Buceo.

## Selecciones nacionales
Schiaffino jugó en 2 selecciones nacionales; primero con la selección de Uruguay, de 1946 a 1954, y más tarde con el equipo nacional italiano, de 1954 a 1958.
Tuvo veintiuna apariciones con la selección de Uruguay, anotando ocho goles, y cuatro apariciones con la selección de Italia (no marcó ningún gol).
Schiaffino participó activamente en la victoria de Uruguay durante el Mundial de 1950, marcando un gol durante la final y derrotando a Brasil en su propio estadio, en lo que fue llamado el Maracanazo, siendo elegido mejor jugador del Mundial.[cita requerida] También participó durante el Mundial de 1954, obteniendo el cuarto lugar.

### Participaciones en Copas del Mundo
| Mundial                | Selección              | Sede                   | Resultado              | Partidos | Goles | Asistencias | Prom. | Promedio de G+A |
| ---------------------- | ---------------------- | ---------------------- | ---------------------- | -------- | ----- | ----------- | ----- | --------------- |
| Copa Mundial de 1950   | Uruguay                | Brasil                 | Campeón                | 4        | 3     | 4           | 0.75  | 1.75            |
| Copa Mundial de 1954   | Uruguay                | Suiza                  | Cuarto lugar           | 5        | 2     | 3           | 0.40  | 1.00            |
| Total en fases finales | Total en fases finales | Total en fases finales | Total en fases finales | 9        | 5     | 7           | 0.56  | 1.33            |

#### Goles en la Copa Mundial de Fútbol
| # | Fecha               | Lugar                                         | Oponente       | Marcador | Resultado | Competición          |
| - | ------------------- | --------------------------------------------- | -------------- | -------- | --------- | -------------------- |
| 1 | 2 de julio de 1950  | Estádio Independência, Belo Horizonte, Brasil | Bolivia        | 3-0      | 8-0       | Copa Mundial de 1950 |
| 2 | 2 de julio de 1950  | Estádio Independência, Belo Horizonte, Brasil | Bolivia        | 6-0      | 8-0       | Copa Mundial de 1950 |
| 3 | 16 de julio de 1950 | Estadio de Maracaná, Río de Janeiro, Brasil   | Brasil         | 1-1      | 2-1       | Copa Mundial de 1950 |
| 4 | 16 de junio de 1954 | Wankdorfstadion, Berna, Suiza                 | Checoslovaquia | 2-0      | 2-0       | Copa Mundial de 1954 |
| 5 | 26 de junio de 1954 | St. Jakob Park, Basilea, Suiza                | Inglaterra     | 3-1      | 4-2       | Copa Mundial de 1954 |

## Clubes
| Club                 | País                 | Año       | Partidos | Goles | Asistencias | Promedio | Promedio de G+A |
| -------------------- | -------------------- | --------- | -------- | ----- | ----------- | -------- | --------------- |
| C. A. Peñarol        | Uruguay              | 1946-1954 | 165      | 69    | ?           | 0.41     | ?               |
| A. C. Milan          | Italia               | 1954-1960 | 170      | 60    | 73+         | 0.35     | 0.78+           |
| A. S. Roma           | Italia               | 1960-1962 | 47       | 3     | 9           | 0.06     | 0.25            |
| Selección de Uruguay | Selección de Uruguay | 1946-1954 | 21       | 9     | 8+          | 0.38     | 0.80+           |
| Selección de Italia  | Selección de Italia  | 1954-1958 | 4        | 0     | 1           | 0.00     | 0.25            |
| Total carrera        | Total carrera        | 1943-1962 | 407      | 140   | 91+         | 0.346    | 0.567+          |

#### En clubes
| Club | Div.                | Temporada           | Liga  | Liga  | Copas nacionales(1) | Copas nacionales(1) | Torneos internacionales(2) | Torneos internacionales(2) | Otras competiciones(1) | Otras competiciones(1) | Total | Total | Media goleadora(4) |
| Club | Div.                | Temporada           | Part. | Goles | Part.               | Goles               | Part.                      | Goles                      | Part.                  | Goles                  | Part. | Goles | Media goleadora(4) |
| --- | ------------------- | ------------------- | ----- | ----- | ------------------- | ------------------- | -------------------------- | -------------------------- | ---------------------- | ---------------------- | ----- | ----- | ------------------ |
| CA Peñarol · Uruguay | 1.ª                 | 1946                | 23    | 13    | —                   | —                   | —                          | —                          | ?                      | ?                      | +23   | +13   |                    |
| CA Peñarol · Uruguay | 1.ª                 | 1947                | 19    | 5     | —                   | —                   | —                          | —                          | ?                      | ?                      | +19   | +5    |                    |
| CA Peñarol · Uruguay | 1.ª                 | 1948                | 24    | 11    | —                   | —                   | —                          | —                          | ?                      | ?                      | +24   | +11   |                    |
| CA Peñarol · Uruguay | 1.ª                 | 1949                | 31    | 13    | —                   | —                   | —                          | —                          | ?                      | ?                      | +31   | +13   |                    |
| CA Peñarol · Uruguay | 1.ª                 | 1950                | 16    | 7     | —                   | —                   | —                          | —                          | ?                      | ?                      | +16   | +7    |                    |
| CA Peñarol · Uruguay | 1.ª                 | 1951                | 34    | 9     | —                   | —                   | —                          | —                          | ?                      | ?                      | +34   | +9    |                    |
| CA Peñarol · Uruguay | 1.ª                 | 1952                | 38    | 20    | —                   | —                   | —                          | —                          | ?                      | ?                      | +38   | +20   |                    |
| CA Peñarol · Uruguay | 1.ª                 | 1953                | 34    | 7     | —                   | —                   | —                          | —                          | ?                      | ?                      | +34   | +7    |                    |
| CA Peñarol · Uruguay | 1.ª                 | 1954                | 8     | 3     | —                   | —                   | —                          | —                          | ?                      | ?                      | +8    | +3    |                    |
| CA Peñarol · Uruguay | Total club          | Total club          | 227   | 88    | 0                   | 0                   | 0                          | 0                          | ?                      | ?                      | +227  | +88   |                    |
| AC Milan · Italia | 1.ª                 | 1954-55             | 25    | 17    | —                   | —                   | 1                          | 0                          | —                      | —                      | 28    | 17    | 0.61               |
| AC Milan · Italia | 1.ª                 | 1955-56             | 29    | 16    | —                   | —                   | 8                          | 6                          | —                      | —                      | 37    | 22    | 0.59               |
| AC Milan · Italia | 1.ª                 | 1956-57             | 29    | 9     | —                   | —                   | —                          | —                          | —                      | —                      | 29    | 9     | 0.31               |
| AC Milan · Italia | 1.ª                 | 1957-58             | 17    | 3     | 3                   | 2                   | 6                          | 5                          | —                      | —                      | 26    | 10    | 0.38               |
| AC Milan · Italia | 1.ª                 | 1958-59             | 27    | 2     | 2                   | 0                   | —                          | —                          | —                      | —                      | 29    | 2     | 0.07               |
| AC Milan · Italia | 1.ª                 | 1959-60             | 20    | 2     | —                   | —                   | 2                          | 0                          | —                      | —                      | 22    | 2     | 0.09               |
| AC Milan · Italia | Total club          | Total club          | 149   | 47    | 5                   | 2                   | 17                         | 11                         | 0                      | 0                      | 171   | 60    | 0.35               |
| AS Roma · Italia | 1.ª                 | 1960-61             | 29    | 3     | 1                   | 0                   | 7                          | 0                          | —                      | —                      | 37    | 3     | 0.08               |
| AS Roma · Italia | 1.ª                 | 1961-62             | 10    | 0     | —                   | —                   | —                          | —                          | —                      | —                      | 10    | 0     | 0,00               |
| AS Roma · Italia | Total club          | Total club          | 39    | 3     | 1                   | 0                   | 7                          | 0                          | 0                      | 0                      | 47    | 3     | 0.06               |
| Total en su carrera | Total en su carrera | Total en su carrera | 415   | 138   | 6                   | 2                   | 24                         | 11                         | ?                      | ?                      | +445  | +151  |                    |
| (1) Las copas nacionales se refiere a la Copa Italia / Supercopa de Italia (1989-02). (2) Las copas internacionales se refiere a la Copa Libertadores de América (1988-02); Copa de la UEFA (1995-01) y a la Liga de Campeones de la UEFA (1999-02). (3) Las copas nacionales se refiere al Torneo Clasificación de la liguilla pre-Libertadores (1988-89) y al partido de desempate por el descenso (1992-93).(4) Media de goles por encuentro. No incluye goles en partidos amistosos. |                     |                     |       |       |                     |                     |                            |                            |                        |                        |       |       |                    |

## Palmarés y distinciones

### Campeonatos nacionales
| Título                                   | Club        | País    | Año  |
| ---------------------------------------- | ----------- | ------- | ---- |
| Torneo Competencia                       | Peñarol     | Uruguay | 1946 |
| Torneo Competencia                       | Peñarol     | Uruguay | 1947 |
| Torneo de Honor                          | Peñarol     | Uruguay | 1947 |
| Torneo Competencia                       | Peñarol     | Uruguay | 1949 |
| Torneo de Honor                          | Peñarol     | Uruguay | 1949 |
| Campeonato Uruguayo                      | Peñarol     | Uruguay | 1949 |
| Torneo de Honor                          | Peñarol     | Uruguay | 1950 |
| Torneo Competencia                       | Peñarol     | Uruguay | 1951 |
| Torneo de Honor                          | Peñarol     | Uruguay | 1951 |
| Campeonato Uruguayo                      | Peñarol     | Uruguay | 1951 |
| Torneo de Honor                          | Peñarol     | Uruguay | 1952 |
| Torneo Competencia                       | Peñarol     | Uruguay | 1953 |
| Torneo de Honor                          | Peñarol     | Uruguay | 1953 |
| Campeonato Uruguayo                      | Peñarol     | Uruguay | 1953 |
| Torneo Campeones Sudamericanos Juveniles | Peñarol     | Uruguay | 1954 |
| Serie A                                  | A. C. Milan | Italia  | 1955 |
| Serie A                                  | A. C. Milan | Italia  | 1957 |
| Serie A                                  | A. C. Milan | Italia  | 1959 |

### Campeonatos internacionales
| Título                 | Equipo (*)           | Sede   | Año  |
| ---------------------- | -------------------- | ------ | ---- |
| Copa Mundial de Fútbol | Selección de Uruguay | Brasil | 1950 |
| Copa Latina            | A. C. Milan          | Milán  | 1956 |
| Copa de Ferias         | A. S. Roma           | Roma   | 1961 |

(*): Incluye la Selección.

### Distinciones individuales
| Distinción                                                             | Año  |
| ---------------------------------------------------------------------- | ---- |
| Equipo de las Estrellas de la Copa Mundial                             | 1950 |
| Equipo de las Estrellas de la Copa Mundial (Diario "Mundo Esportivo")  | 1954 |
| Máximo Goleador de la Copa Latina                                      | 1956 |
| 6.º mejor jugador del siglo XX, según el diario italiano "Tuttesport". | 1988 |
| 7.º mejor jugador del siglo XX, según Giuseppe Pistilli.               | 1995 |
| Jugador uruguayo del siglo XX según la IFFHS                           |      |
| Mejor jugador del siglo XX según la IFFHS (17.º lugar)                 |      |
| Mejor jugador sudamericano del siglo XX según la IFFHS (6.º lugar)     |      |